# Montaignac-sur-Doustre
Montaignac-sur-Doustre község Franciaország Új-Aquitania régiójában, Corrèze megyében. Új községként 2022. január 1-jén jött létre két korábbi község: Montaignac-Saint-Hippolyte és Le Jardin egyesítésével. Lakosainak száma 634 fő (2022. január 1.).

## Népesség
| Lakosok száma | 597  | 655  | 636  | 634  |
|               | 2019 | 2020 | 2021 | 2022 |